# الرياضة في ألمانيا

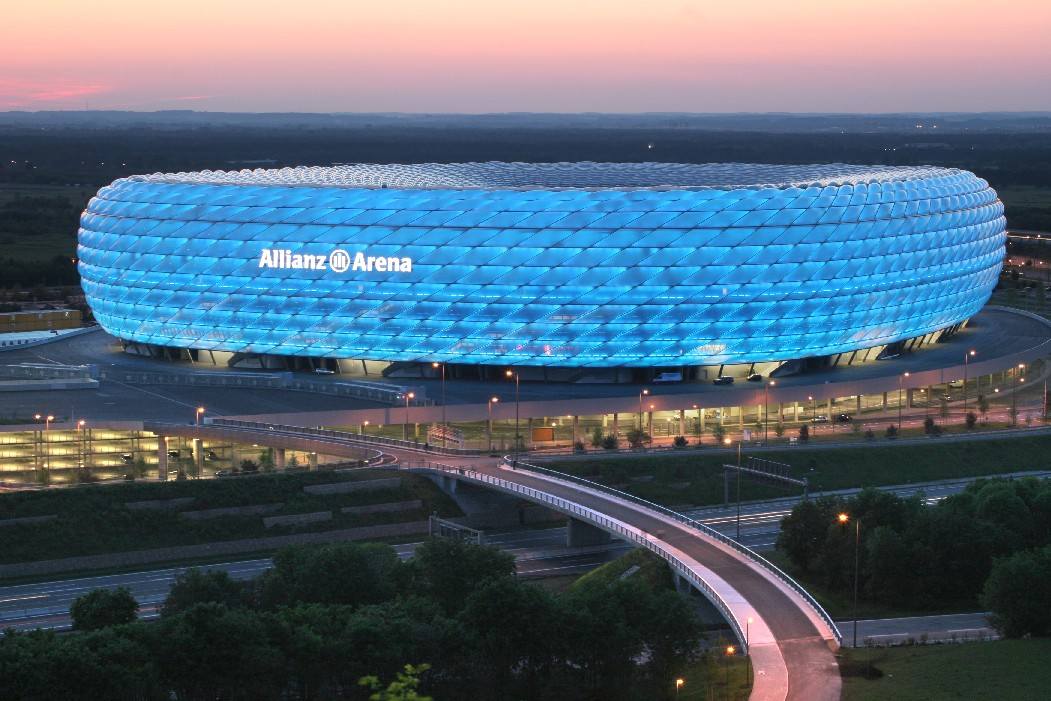
ملعب أليانز أرينا في مدينة ميونخ في 2006

الرياضة في ألمانيا الرياضة هي جُزُء مُهِم في الثَقافة الألمانية، وفي 2006 تم إحصاء أن 27.5 مليون شخص في ألمانيا هم مشتركون في 91 ألف نادي رياضي في ألمانيا ومُعظم هذه الرياضات هي مُعتَرَف بِها من اللجنة الأولمبية الألمانية.
الرياضة الشعبية الأولى في ألمانيا هي كرة قدم وتُعتَبر ألمانيا من أقوى دول العالم في كرة القدم حيث فازت ب4 كؤوس عالم و3 كؤوس أمم أوروبا، والرياضة الشعبية الثانية في ألمانيا هي كرة اليد حَيثُ تُعتَبر ألمانيا هي بَلَد المنشئ لِهَذهِ الرياضة وهناك رياضات أخرى لَها شعبية في ألمانيا مثل هوكي الجليد وكرة السلة وكرة طائرة وألعاب قوى والسباحة وسباق القوارب وكرة المضرب ورياضات الموطور وملاكمة.
ألمانيا عادةً ما كانت تَحتل المراتب الأولى في جدول الميداليات في الألعاب الأولمبية الصيفية والشتوية، ألمانيا استضافت الأولمبياد الصيفية مرتين، المرة الأولى كان في ألعاب أولمبية صيفية 1936 في برلين أثناء حكم أدولف هتلر و المرة الثانية كان في ألعاب أولمبية صيفية 1972 في مدينة ميونخ وفي أولمبياد الشتوية 2006 احتلت ألمانيا المرتبة الأولى، كما أنها استضافت كأس العالم لكرة القدم مرتين، أول مرة كان في سنة 1974 في ألمانيا الغربية و المرة الثانية كان في سنة 2006.

## تاريخيًا
ولد فريدريش لودويغ يان والمعروف باسم تورن-فاتر يان (يان أبو الرياضة البدنية) في عام 1778 وعمل مدرسًا مساعدًا في برلين. لاحقًا، افتتح فريدريش لودفيغ جاهن، أول صالة جمباز ألمانية (تورنبلاتس) أو «رياضة الجمباز في الهواء الطلق» في هاسينهايد في برلين في ربيع عام 1811. توجهت أنشطته بشكل خاص إلى الشباب، إذ ذهب معهم إلى صالة الجمباز في فترات فراغه بعد الظهر. يفسر يان الجمباز الألماني على أنه كل التدريبات البدنية.
طور يان معدات جمباز معروفة، واخترع أجهزة جديدة أيضًا. من خلال كتابه الرئيسي «الجمباز الألماني 1816». تطور الجمباز إلى أنواع مستقلة من الرياضات، وبالتالي فإن أنشطتها لم تقتصر فقط على التمارين البدنية البسيطة، والتي نقلت عن يان على النحو التالي: «المشي والجري والقفز والرمي وحمل الأوزان هي تمارين حرة وقابلة للتطبيق في كل مكان، على سبيل المثال في الهواء الطلق».
ومع الاحتفالات الوطنية لرياضة الجمباز في كوبورغ في عام 1860، وفي برلين في عام 1861 وفي لايبزيغ في عام 1863، عادت ذكرى أفكار يان إلى وعي الشعب. وأصبحت النقوش الموجودة في منزله: «حديثة – مستقيمة – مبهجة – حرة» والتي نشأت في زمن يان، الفكرة الأساسية لحركة الجمباز الألمانية.
.في عام 1934، أسست الحكومة النازية «الرابطة الوطنية الاشتراكية للرايخ لممارسة الرياضة البدنية» التي أصبحت فيما بعد الهيئة الرسمية المسؤولة عن إدارة الرياضة في «الرايخ الثالث». فقدت جميع الاتحادات الرياضية الألمانية الأخرى حريتها تدريجيًا ولاحقًا، حُلت المنظمة في عام 1945 من قبل الحكومة العسكرية الأمريكية.

## الألعاب الأولمبية

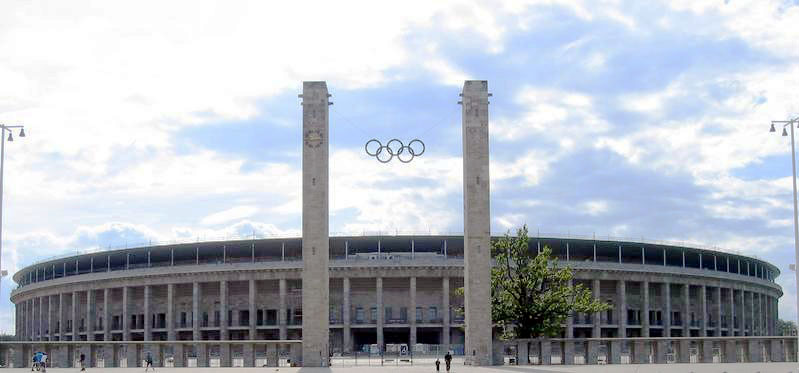
الاستاد الأولمبي في برلين (Berlin Olympiastadion): معلم رياضي وتاريخي بارز في العاصمة الألمانية

في عدد الميداليات في الألعاب الأولمبية طوال الوقت حتى عام 2006، تحتل ألمانيا المركز الخامس، أما ألمانيا الشرقية فتحتل المركز السابع وألمانيا الغربية في المركز الحادي والعشرين. إذا جُمعت جميع الميداليات الألمانية تصبح ألمانيا في المرتبة الثالثة. أما إذا احتُسبت الميداليات الأولمبية الشتوية فقط، من جميع المنتخبات الألمانية (الشرق والغرب، والفريق الموحد وألمانيا الموحدة)، فهي الأمة التي حققت أكبر عدد من الميداليات.
استضافت ألمانيا الألعاب الأولمبية الصيفية مرتين، في برلين عام 1936 وفي ميونيخ عام 1972، واستضافت الألعاب الأولمبية الشتوية في عام 1936 عندما نُظمت في غارميش وبارتنكيرشن.
حصدت ألمانيا معظم الميداليات الذهبية ومعظم الميداليات بشكل عام خلال الالعاب الاولمبية الشتوية في تورينو في 1992 و1998 و2002 و2006. وكانت ألمانيا الشرقية قد فازت بمعظم الميداليات الذهبية في دورة الالعاب الأولمبية الشتوية لعام 1984.

## اتحاد كرة القدم
يمول ما مجموعه 26,000 نادي و178,000 فريق كرة قدم عن طريق التمويل الحكومي والمساهمات الحكومية والخدمات التطوعية والجهات الراعية من القطاع الخاص ورسوم العضوية.
يحظى دوري كرة القدم الأول في ألمانيا -والمعروف باسم البوندسليغا- بأعلى متوسط حضور جماهيري بين أي دوري كرة قدم آخر في العالم؛ من بين جميع البطولات الرياضية الاحترافية، يحظى متوسط حضوره بالمرتبة الثانية بعد الدوري الوطني لكرة القدم الأمريكية. احتلت البوندسليغا المركز الثالث اعتبارًا من موسم 2010-2011 في تصنيف اليويفا، والذي يستند إلى أداء الأندية في دوري أبطال أوروبا «يويفا تشامبيونزليغ» والدوري الأوروبي «يويفا يوروباليغ».
تعتبر كرة القدم في ألمانيا -مثلما هو الحال في معظم الدول الأوروبية- الرياضة الأولى من ناحية الممارسة والمشاهدة. إلى جانب الدوري المحلي، يحظى كأس أوروبا وكأس العالم لكرة القدم بالكثير من الاهتمام بين السكان.
بايرن ميونيخ (بالألمانية: باييرن مينشن) هو أكثر أندية كرة القدم الألمانية نجاحًا، إذ حصل على 29 بطولة دوري محلي و19 بطولة كأس و5 بطولات أوروبية (ثلاث بطولات دوري أبطال أوروبا وبطولتي كأس الكؤوس الأوروبية) بالإضافة إلى العديد من الألقاب الدولية. مثل العديد من أندية كرة القدم الألمانية الأخرى، بايرن ميونيخ هو ناد متعدد الرياضات.
المنتخب الوطني الألماني لكرة القدم هو أحد القوى التقليدية في كرة القدم الدولية، إذ فاز بكأس العالم فيفا في 1954 و1974 و1990 و2014 وحقق بطولة الاتحاد الأوروبي يويفا يورو في عامي 1972 و1980 إذ استضافت ألمانيا الغربية يويفا يورو 1988 وفي عام 1996 أيضًا. وسوف تستضيف ألمانيا بطولة اليورو في عام 2024. حقق المنتخب الألماني بطولة كأس القارات في عام 2017. يعتبر ميروسلاف كلوزه أفضل هداف في تاريخ المنتخب الوطني الألماني برصيد 71 هدفًا، ولكنه لا يُعد اللاعب الألماني الأكثر شهرة، إذ يحمل ذلك اللقب فرانز بيكنباور الذي يعد أحد الرجال القلائل في العالم الذين فازوا بكأس العالم كمدرب ولاعب. استضافت ألمانيا كأس العالم في عامي 1974 و2006، وحلت في المركز الثالث في عام 2006 بعد خسارتها في الدور نصف النهائي أمام إيطاليا بطلة المسابقة.
يُعد المنتخب الوطني للسيدات أيضًا قوة عالمية، إذ فاز بكأس العالم للسيدات فيفا في عامي 2003 و2007، ما جعل ألمانيا الدولة الوحيدة التي فازت بكأس العالم للرجال والسيدات بالإضافة إلى الألقاب الأوروبية على حد سواء، وهو أمر نادر لدولة يتركز اهتمامها على فرق الرجال.